# Leichtathletik-Länderkampf der Frauen 1958 BR Deutschland – Italien
| 11. Leichtathletik-Länderkampf mit bundesdeutscher Beteiligung 1958 | 11. Leichtathletik-Länderkampf mit bundesdeutscher Beteiligung 1958 |               |
| ------------------------------------------------------------------- | ------------------------------------------------------------------- | ------------- |
|                                                                     |                                                                     |               |
| Ländervergleich der Frauen: BR Deutschland – Italien                |                                                                     |               |
| Austragungsort                                                      | Schweinfurt                                                         |               |
| Wettbewerbe                                                         | 10                                                                  |               |
| Datum                                                               | 28. September 1958                                                  |               |
| 1. FRG 2. ITA                                                       | 74 Punkte 30 Punkte                                                 |               |
| Chronik                                                             |                                                                     |               |
| ← FRG-URS (F)                                                       | FRG-HUN (M) →                                                       | FRG-HUN (M) → |

Auch den elften Vergleich des Leichtathletik-Länderkämpfe mit bundesdeutscher Beteiligung 1958 bestritten Deutschlands Frauen. Zum jetzt siebten Mal traten sie gegen Italien an. Ausgetragen wurde die Begegnung am 28. September in Schweinfurt. Die vorangegangenen sechs Aufeinandertreffen waren ausnahmslos an Deutschland gegangen.

## Wettbewerbe und Modus
Auf dem Programm standen zehn Disziplinen. Darunter befanden sich alle neun der damals olympischen Frauendisziplinen und darüber hinaus gab es ein Rennen über 800 Meter (olympisch für Frauen ab 1960). In den Einzeldisziplinen wurde nach dem Standardsystem gewertet, in der Staffel mit vier zu eins Punkten.

## Ergebnis
Die Italienerinnen konnten keinen einzigen Wettbewerb für sich entscheiden. Die bundesdeutschen Leichtathletinnen lagen in allen Entscheidungen vorn, dabei gab es sieben Doppelerfolge. So ging dieses Duell sehr klar aus, die Bundesrepublik Deutschland siegte mit 74 zu dreißig Punkten.

## Resultate

### 100 m
| Platz | Athletin          | Land | Zeit (s) |
| ----- | ----------------- | ---- | -------- |
| 1     | Edeltraud Eiberle | FRG  | 12,1     |
| 2     | Brunhilde Hendrix | FRG  | 12,2     |
| 3     | Sandra Valenti    | ITA  | 12,4     |
| 4     | Edvige Boscaro    | ITA  | 12,5     |

### 200 m
| Platz | Athletin       | Land | Zeit (s) |
| ----- | -------------- | ---- | -------- |
| 1     | Christiane Voß | FRG  | 25,2     |
| 2     | Danila Costa   | ITA  | 25,2     |
| 3     | Maria Jeibmann | FRG  | 25,3     |
| 4     | Sandra Valenti | ITA  | 25,3     |

### 800 m
| Platz | Athletin         | Land | Zeit (min) |
| ----- | ---------------- | ---- | ---------- |
| 1     | Arlane Döser     | FRG  | 2:13,2     |
| 2     | Edith Schiller   | FRG  | 2:14,6     |
| 3     | Gilda Jannaccone | ITA  | 2:14,9     |
| 4     | Franca de Paoli  | ITA  | 2:16,3     |

### 80 m Hürden
| Platz | Athletin         | Land | Zeit (s) |
| ----- | ---------------- | ---- | -------- |
| 1     | Zenta Kopp       | FRG  | 10,8     |
| 2     | Gertrud Hantschk | FRG  | 11,2     |
| 3     | Letizia Bertoni  | ITA  | 11,3     |
| 4     | Milena Greppi    | ITA  | 11,4     |

### 4 × 100 m Staffel
| Platz | Besetzung      | Land                                                                | Zeit (s) |
| ----- | -------------- | ------------------------------------------------------------------- | -------- |
| 1     | BR Deutschland | Christiane Voß Edeltraud Eiberle Brunhilde Hendrix Gertrud Hantschk | 46,6     |
| 2     | Italien        | Maria Musso Letizia Bertoni Danila Costa Edvige Boscaro             | 46,8     |

### Hochsprung
| Platz | Athletin       | Land | Höhe (m) |
| ----- | -------------- | ---- | -------- |
| 1     | Inge Kilian    | FRG  | 1,64     |
| 2     | Heidi Maasberg | FRG  | 1,61     |
| 3     | Osvalda Giardi | ITA  | 1,55     |
| 4     | Luisa Masoero  | ITA  | 1,50     |

### Weitsprung
| Platz | Athletin              | Land | Weite (m) |
| ----- | --------------------- | ---- | --------- |
| 1     | Liesel Jakobi         | FRG  | 6,14      |
| 2     | Anneliese Seonbuchner | FRG  | 6,00      |
| 3     | Piera Tizzoni         | ITA  | 5,57      |
| 4     | Piera Fassio          | ITA  | 5,45      |

### Kugelstoßen
| Platz | Athletin        | Land | Weite (m) |
| ----- | --------------- | ---- | --------- |
| 1     | Marianne Werner | FRG  | 15,63     |
| 2     | Lore Klute      | FRG  | 14,22     |
| 3     | Elivia Ricci    | ITA  | 12,17     |
| 4     | Caterina Bedini | ITA  | 12,00     |

### Diskuswurf
| Platz | Athletin           | Land | Weite (m) |
| ----- | ------------------ | ---- | --------- |
| 1     | Kriemhild Hausmann | FRG  | 51,71     |
| 2     | Elivia Ricci       | ITA  | 47,31     |
| 3     | Hanna Bienert      | FRG  | 44,19     |
| 4     | Silvana Turbino    | ITA  | 40,42     |

### Speerwurf
| Platz | Athletin           | Land | Weite (m) |
| ----- | ------------------ | ---- | --------- |
| 1     | Almut Brömmel      | FRG  | 52,15     |
| 2     | Lotte Kipp         | FRG  | 50,65     |
| 3     | Ada Turci          | ITA  | 40,02     |
| 4     | Giancarla Spagolla | ITA  | 37,20     |